# Federico Krutwig
Federico Krutwig Sagredo (Guecho, 15 de mayo de 1921-Bilbao, 15 de noviembre de 1998) fue un político, académico y escritor español. Ha sido considerado como uno de los ideólogos más influyentes del nacionalismo vasco de la segunda mitad del siglo XX, así como uno de los intelectuales más importantes de ETA. En su faceta como escritor llegó a emplear los pseudónimos «Fernando Sarrailh de Ihartza» y «Heiko Sagredo de Ihartza». 

## Biografía
Nacido en Guecho el 15 de mayo de 1921, era hijo de un industrial alemán y de una vizcaína de origen veneciano. Aprendió euskera de forma autodidacta y en 1943 ingresa en la Real Academia de la Lengua Vasca para revitalizar la lengua vasca. Propuso la unificación literaria del euskera basándose en el labortano del siglo XVII. En 1952, tras pronunciar un discurso de rechazo al ingreso de Luis Villasante en la Real Academia de la Lengua Vasca y criticar la actitud de la Iglesia católica con la lengua vasca, debe partir al exilio. En San Juan de Luz contactó con personas del movimiento Jagi-Jagi. Durante el Primer Congreso Mundial Vasco, celebrado en París en 1956, presentó un informe en el cual propuso la creación de una guerrilla «para liberar a Euzkadi».
En 1962 publicó bajo el seudónimo de «Fernando Sarrailh de Ihartza» el libro Vasconia, que tuvo una notable influencia en la ideología nacionalista vasca radical. En esta obra Krutwig puso en cuestionamiento algunos aspectos del nacionalismo tradicional de Sabino Arana, planteando un nuevo nacionalismo vasco. También contribuyó a la difusión de una visión izquierdista del nacionalismo vasco bajo planteamientos tercermundistas. Llegó a proponer junto a su amigo Félix Likiniano una especie de anarcoindependentismo que estableciera una fusión entre la izquierda abertzale y el anarquismo, aunque tuvo una mínima acogida; después formó parte de los simpatizantes del híbrido del anarquismo con el marxismo heterodoxo.
Krutwig fue uno de los primeros miembros de la organización terrorista Euskadi Ta Askatasuna (ETA), donde llegó a tener un papel relevante como una figura de corte «intelectual». En 1964 participó en la Tercera Asamblea de ETA celebrada en Bayona, durante la cual la organización independentista ―muy influida por sus ideas― adoptó una línea tercermundista que equiparaba al País Vasco con una colonia y situaba a España y Francia en el papel de potencias colonizadoras. Más adelante comenzó a colaborar con exmilitantes de EGI y a teorizar con el uso de un frente cultural en vez del uso de la lucha armada. Krutwig ha sido señalado como «uno de los principales responsables de que ETA optara por la violencia para conseguir sus fines políticos».
En 1964 fue expulsado de Francia, instalándose en Bruselas (Bélgica), donde elabora unos informes culturales para la V Asamblea de esta organización. Con el paso de los años las acciones armadas de ETA se incrementaron de forma progresiva, al igual que el saldo de muertos como resultado de sus atentados. En 1975 abandonó ETA y establece su residencia en Zarauz, dedicándose a partir de entonces exclusivamente a la producción literaria. En 1984 llegó a señalar que ETA se estaba convirtiendo en «una banda de gánsters cuya política bordea el fascismo».

## Obras y publicaciones
Fue autor de obras como Vasconia. Estudio dialéctico de una nacionalidad (1962), La cuestión vasca (1965) o Garaldea (1978). En este último trabajo señaló un supuesto origen común de los vascos y los guanches, las poblaciones prehispánicas de Canarias. En Vasconia, que está considerado como uno de sus libros más influyentes, teorizó sobre una «Euskalerria» futura cuyo territorio debía abarcar desde Burdeos a Toulouse y de Santander a Lérida. Su último trabajo fue Los gitanos vascos (1986). Krutwig creó la asociación Jakintza Baitha, desde la cual se trataron temas referentes a la cultura griega clásica, y editó Halcón: Revista de Cultura Griega.